# Ɔ
Ɔ,ɔ는 O의 변형자이다.

## 쓰임
- ɔ는 국제음성기호에서 후설 원순 중저모음을 나타낸다.

## 같이 보기
- Ɛ
- Ο